# Galgahévíz
Galgahévíz község Pest vármegyében, az Aszódi járásban.

## Fekvése
A Gödöllői-dombság keleti nyúlványán és a Hatvani-sík nyugati peremén, a Galga-patak jobb partján helyezkedik el. A Pest megye keleti széle közelében található település északkeleti szomszédja, Kerekharaszt már Heves megyéhez tartozik. A további határos települések: kelet felől Tura, dél felől Vácszentlászló, nyugat felől Bag és Hévízgyörk, észak felől pedig Kartal.

### Megközelítése
Közigazgatási határai között, központjától messze északra áthalad a 3-as főút és az M3-as autópálya is, így ezek révén az ország távolabbi részei felől is viszonylag könnyen megközelíthető (a sztrádáról a bagi elágazásnál, a 3-as főútról pedig Aszód déli széle után letérve). Csomópontja azonban egyiknek sincs a területén, s a központján csak a 3105-ös út halad keresztül, melyen Tura vagy Hévízgyörk érintésével érhető el.
A hazai vasútvonalak közül a Budapest–Sátoraljaújhely-vasútvonal érinti, melynek egy megállási pontja van itt; Galgahévíz megállóhely a belterülettől északi irányban, a Galga túlsó partján fekszik, közúti elérését a 31 312-es számú mellékút teszi lehetővé.

## Története
A község területén jelentős régészeti lelőhelyeket tártak fel. A Monostori-dűlőben az újkőkori dunántúli vonaldíszes kultúra kerámiatöredékeit, rézkori temető nyomait, bronzkori település maradványait, urnatemetőt és szarmata halomsírokat találtak.
A honfoglalást követően az Ákos nemzetség telepedett meg a területen, aminek nyomait egy földvár és egy monostor maradványai őrzik. Első írásos emléke 1214-ből származik, amikor Hewyz néven említették. Nevét a község alatt fakadó meleg vízről kapta, Heővíz majd Hévíz lett. A melegvíz-forrása később teljesen elapadt. 1425 előtt az Ákos nemzetségből leszármazott Prodavizi Ördög Miklós birtokához tartozott több környékbeli településsel együtt. 1530 táján Tahy Ferenc tulajdonába került.
1559-ben a török hódoltság része és 21 porta után fizettek adót. 1690-ben jelentős népessége volt. A római katolikus egyház 1697-ben újra létezett a község területén, az első anyakönyvet 1710-ben kezdték vezetni. 1863-ig az Esterházy család birtoka volt. Ekkor határrendezés során a földbirtok, amelyen a község feküdt, báró Schossberger Viktor és Hevessy Lajosné tulajdonába került. A Galga patak szabályozását 1840 körül végezték el.
1910-ben a községben 356 házat és 1945 lakost írtak össze.

## Közélete

### Polgármesterei
- 1990–1994: Dr. Basa Antal (független)[3]
- 1994–1998: Dr. Basa Antal (független)[4]
- 1998–2002: Dr. Basa Antal Zoltán (független)[5]
- 2002–2006: Dr. Basa Antal Zoltán (független)[6]
- 2006–2010: Dr. Basa Antal Zoltán (független)[7]
- 2010–2014: Vanó András (független)[8]
- 2014–2019: Vanó András (független)[9]
- 2019–2024: Vanó András (független)[10]
- 2024– : Darnyik Ágnes (független)[1]

## Nevezetességei

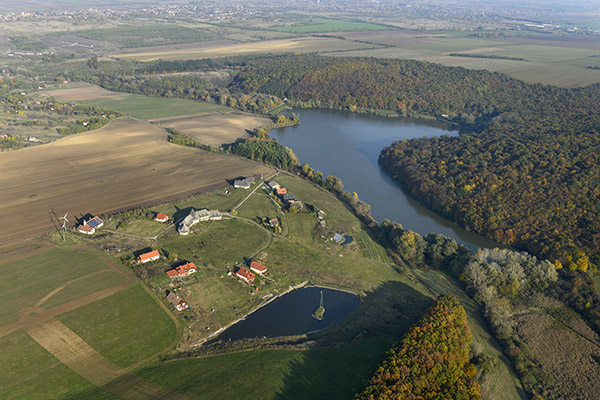
Galgahévíz ökofalu - légi fotó

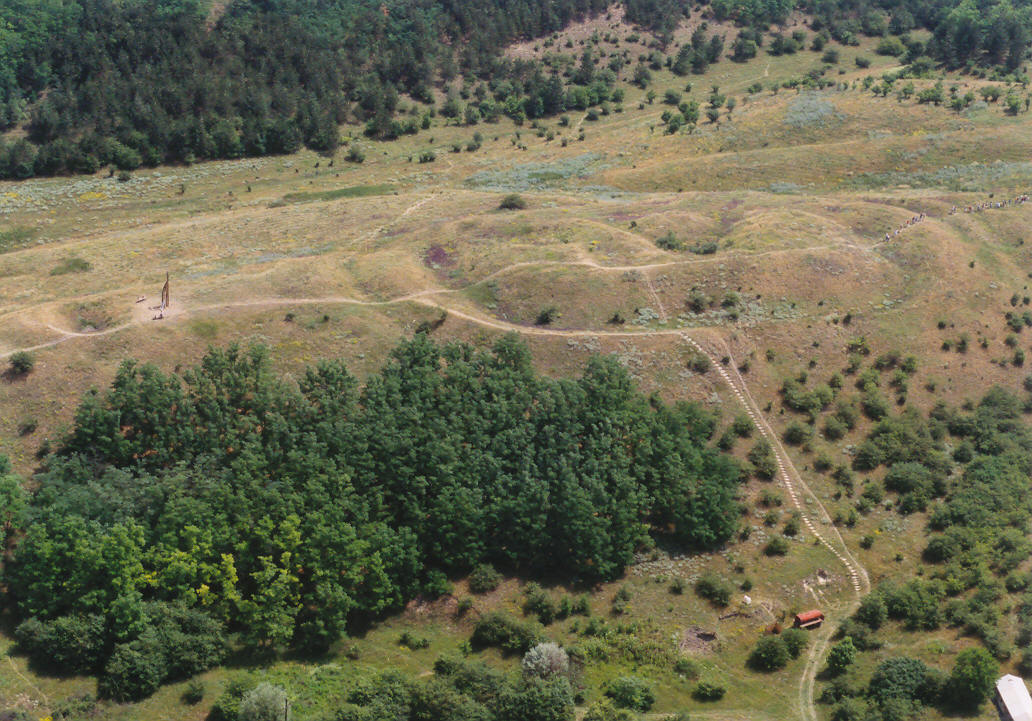
Galgahévíz - légifotó a környékről

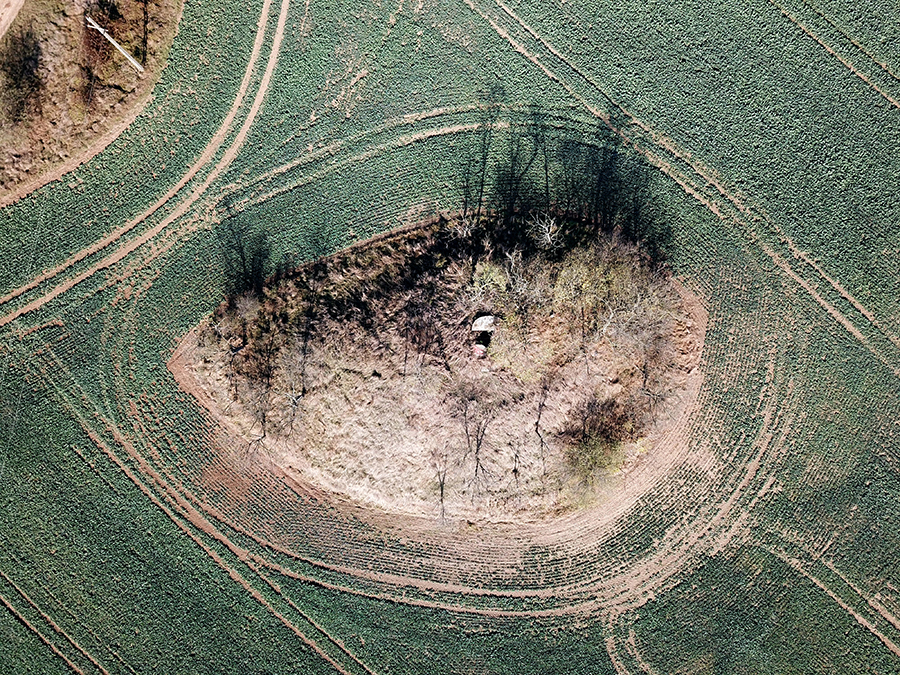
Galgahévíz, Pap-halom légi fotón

### Monostorpuszta
- Az Ákos nemzetség Árpád-kori földvárának és monostorának nyomai lelhetők itt fel.
- Barokk stílusú katolikus templom a 18. század elején épült, amelyet 1796-ban Esterházy Miklós herceg, akkori földbirtokos kibővíttetett.

### Itt éltek, alkottak
- Ihász-Kovács Éva Quasimodo-díjas költő, a Magyar Kultúra Lovagja (1930–2013)
- Irottfa Virág János fafaragó, énektanár, népi festő (Cserhát-díjas népművész) (1914–1987)
- Kiss János (Galgahévíz, 1900. augusztus 10. – Galgahévíz, 1983. november 2.) földműves, az FKGP országgyűlési képviselője Pest-Pilis-Solt-Kiskun és Bács-Bodrog vármegyei választókerületben 1947 augusztusától 1948. novemberig
- Dr. Erősváry Pál pedagógus, író, helytörténész

### Galgahévízi ökofalu
A 2001. március 15-én indult  kezdeményezés célja 50 házból álló autonóm lakóegyüttes felépítése és működtetése Galgahévíz határában. Az ökofalu a humán ökológia, az ökológiai építészet, települési energia- és vízgazdálkodás, biogazdálkodás tudományos és technikai vívmányainak felhasználása, és hazai meghonosítása, ötvözve a magyar és közép-európai építészeti, gazdálkodási és kulturális hagyományok olyan elemeivel, melyek a XXI. században is érvényesek.
A lakóközösség életmódja és megélhetésének forrásai tükrözik a lakók tudatos elkötelezettségét az ökológiai értékek és a társadalmi méltányosság iránt. A lakók ismerik és vállalják magyar és közép-európai szellemi hagyomány értékeit, ugyanakkor mindenkinek lehetősége van arra, hogy saját sorsát a maga belső ösvénye mentén élhesse meg.

### Remete Szent András emlékműve
Korábbi ásatások során a régészek egy középkori földvár és egy középkori falu magjának nyomaira bukkantak E helyen valamikor templom és kolostor állt, és bencés remeték éltek.
A millecentenárium évére, 2000-ben készíttette Remete Szent András szobrát Galgahévíz Község Önkormányzata. A fából készült szobrot Galgahévíz legszebb természeti környezetében, a Szentandrás parton helyezte el. A millenniumi emlékmű egy 6,7 m magas, fából készült feszületből és 3,5 méteres, egy darab fából faragott remeteszoborból áll.
Az emlékmű Szilágyi Dezső, galgahévízi születésű fafaragó munkája. Dr. Semjén Zsolt akkori helyettes államtitkár avatta fel a millenniumi faluünnep alkalmából. Azóta hagyománnyá vált, hogy minden faluünnep az emlékműnél, szabadtéri szentmisével kezdődik.

### Galgahévízi Kegyeleti Park
3105-ös út melletti temető első emlékei 1792-ből valók. A nyolcvanas évek végén az új temető megnyitása óta a falu lakossága nem temetkezett ide, funkcióját vesztette, s 1995-ben a Faluszépítő Egyesület és a község vezetése ezt az igen elhanyagolt temetőt mintegy 100x100 méteres kegyeleti parkká alakította ki. A park három fő részből áll, melyeket az 1892-ben készült Nepomuki Szt. János szobor, a Szentháromság szobor, és egy szép régi feszület
A három részre osztott parkban sétáló utak vannak. A Kegyeleti Parkot szegélyező új platánsort és a sok zöld növényt az önkormányzat gondozza.

### Bika tó
A Galga-mente egyik legszebb horgásztava, kellemes pihenőhely. Pontyot, csukát és harcsát is foghatnak az ide látogató horgászok. A több mint 20 hektáros, duzzasztott tó a Galgamenti Faluszövetkezet tulajdona.

### Galgahévízi Helytörténeti Gyűjtemény
2000-ben létrehozott egyszerű, de szépen berendezett kis emlékszoba a rég- és a közelmúlt használati, viseleti és díszítő tárgyait mutatja be.

## Népesség
A település népességének változása:
| Lakosok száma | 2489 | 2486 | 2533 | 2534 | 2531 | 2496 | 2507 |
|               | 2013 | 2014 | 2018 | 2021 | 2022 | 2023 | 2024 |

A 2011-es népszámlálás során a lakosok 91,7%-a magyarnak, 9,1% cigánynak, 0,3% németnek, 0,5% románnak mondta magát (8,3% nem nyilatkozott; a kettős identitások miatt a végösszeg nagyobb lehet 100%-nál). A vallási megoszlás a következő volt: római katolikus 74,3%, református 2,5%, evangélikus 1,2%, görögkatolikus 0,4%, felekezeten kívüli 6,2% (14% nem nyilatkozott).
2022-ben a lakosság 89,7%-a vallotta magát magyarnak, 4,3% cigánynak, 0,4% németnek, 0,4% románnak, 0,2% ukránnak, 0,2% szlováknak, 0,1% horvátnak, 2,2% egyéb, nem hazai nemzetiségűnek (10,1% nem nyilatkozott; a kettős identitások miatt a végösszeg nagyobb lehet 100%-nál). Vallásuk szerint 48,5% volt római katolikus, 3,2% református, 1,3% evangélikus, 0,6% görög katolikus, 0,8% egyéb keresztény, 0,8% egyéb katolikus, 7,2% felekezeten kívüli (37,4% nem válaszolt).

## A település az irodalomban
- Galgahévíz az egyik, bár érintőlegesen említett, de a történet szempontjából mégis lényeges helyszíne Berkesi András Sellő a pecsétgyűrűn című történelmi-bűnügyi regényének.